# Evelyn Fox Keller

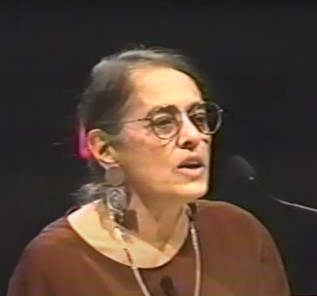
Evelyn Fox Keller (1999)

Evelyn Fox Keller (New York, 20 maart 1936 – Cambridge (Massachusetts), 22 september 2023) was een Amerikaanse natuurkundige, feministe  en voormalig  hoogleraar Geschiedenis en Filosofie van de Wetenschap aan Massachusetts Institute of Technology. Aanvankelijk richtte Keller zich op de verbanden tussen natuurkunde en biologie, later op de historie en filosofie van de moderne biologie en op kwesties betreffende  gender en wetenschap.

## Levensloop
Keller haalde haar  Bachelor in de natuurkunde aan de Brandeis University in 1957 en vervolgde haar studie in de theoretische natuurkunde aan Harvard University, waar ze promoveerde in 1963.  Ze raakte vervolgens geïnteresseerd  in biologie, in het bijzonder de moleculaire biologie en genetica. Ze werkte aan verschillende universiteiten, waaronder Cornell University, University of Maryland,  Princeton University,  New York University en  University of California, Berkeley. In 2007 werd Keller lid van de  FFIPP (Faculty for Israëli-Palestinian Peace-USA), een netwerk van Palestijnen, Israëli en anderen gericht op de beëindiging van de bezetting van  Palestijnse gebieden door Israel.

## Werk
Centraal in het onderzoek van Keller staat de relatie tussen biologie en samenleving in de loop van de geschiedenis  en meer in het bijzonder de kwesties  betreffende gender, 'nurture' en 'nature'. Kellers betrokkenheid bij het feminisme dateert van ongeveer 1965 en leidde tot een in 1969 verschenen overzicht van ervaringen van vrouwen in de wetenschap. Later volgden meer artikelen over dit thema, waaronder "Secrets of God, Nature, and Life", waarin ze een verband legde tussen feministische thema’s en de wetenschappelijke revolutie in de 17e eeuw en de Industriële Revolutie in de 18e eeuw. 
Evelyn Fox Keller laat in haar werk zien hoe de maatschappelijke rolverdeling tussen manen en vrouwen het denken heeft bepaald, ook in wetenschappen als de evolutionaire biologie, populatie genetica en ecologie. Ze kritiseerde in haar werk de reductionistische- atomistische  manier van denken binnen de wetenschap, waardoor de complexiteit van seksuele verschillen te weinig aandacht krijgt.
Keller overleed op 87-jarige leeftijd.

## Publicaties (selectie)
- 1983 A Feeling for the Organism: The Life and Work of Barbara McClintock. Freeman   ISBN 0-805-07458-9
- 1985 Reflections on Gender and Science. Yale University Press  ISBN 0-300-06595-7
- 1989 Three cultures: fifteen lectures on the confrontation of academic cultures, The Hague : Univ. Pers Rotterdam
- 1992 Secrets of Life/Secrets of Death: Essays on Language, Gender and Science. Routledge
- 1995 Refiguring Life: Metaphors of Twentieth-century Biology. The Wellek Library Lecture Series at the University of California, Irvine. Columbia University Press ISBN 0-231-10205-4
- 1998 Keywords in Evolutionary Biology (met Elisabeth Lloyd). Harvard University Press (reprinted 1998 ISBN 0-674-50313-9).
- 2000 The Century of the Gene. Harvard University Press  ISBN 0-674-00825-1
- 2002 Making Sense of Life : Explaining Biological Development with Models, Metaphors, and Machines. Harvard University Press  ISBN 0-674-01250-X
- 2010 The Mirage of a Space between Nature and Nurture. Duke University Press ISBN 0-822-34731-8

## Prijzen en eerbetoon (selectie)
- 1986 Distinguished Publication Award, van de Association for Women in Psychology
- 1992 MacArthur Fellowship of Genius Grant
- 1993 Eredoctoraat Universiteit van Amsterdam
- 1996 Technische universiteit van Luleå, Eredoctoraat
- 2001 Wesleyan universiteit, Erededoctoraat
- 2004-2005 Radcliffe Institute for Advanced Study Fellow
- 2007 Elected Fellow van de American Academy of Arts and Sciences
- 2008 Dartmouth College Eredoctoraat
- 2011 Science Hall of Fame
- 2011 John Desmond Bernal Prize van de Society for Social Study of Science